# ابن فريغون
المتغبي بن فريغون (923 - 1010م) هو كاتب مسلم كان نشطًا في إمارة صغانيان [الإنجليزية] في القرن العاشر. وكتب موسوعة قصيرة ولكنها شاملة باللغة العربية بعنوان جوامع العلوم، أهداها إلى الأمير أبي علي أحمد بن محمد بن المظفر المحتاجي، المتوفى عام 955. وربما كتب أيضًا كتاب حدود العالم، وهو نص جغرافي باللغة الفارسية.

## الاسم
لم يرد ذكر ابن فريغون في أي من قواميس التراجم العربية العديدة الموجودة. ولكن ذُكر اسمه على مخطوطة كتاب جوامع العلوم بـ المتغبي بن فريغون، أو المتغبّى بن فريعون، وذكرته بعض المصادر بـ معن بن فريغون، أو شعيا بن فريغون، ولكن التسمية أو الاسم الأوسع والأشهر هو المتغبي بن فريغون. وعرفه هاينريش سوتر بالعالم الأندلسي سعيد بن فتحون.

## نسبه وأصله
يشير اللقب العائلي ابن فريغون إلى وجود صلة بنو فريغون الذين حكموا جوزجان جنوب صغانيان باعتبارهم تابعين للسامانيين. ربما أخذت هذه السلالة الإيرانية الشمالية الشرقية اسمها من الآفریغیان [الإنجليزية] الأوائل. وعلى أساس اسم شعيا، خلص اشتينشنيدر إلى أن ابن فريغون كان يهوديًا.

## تعليمه ونتاجه
وكان ابن فريغون تلميذاً لأبي زيد البلخي المتوفى سنة 934. وهو ينتمي فكرياً إلى المدرسة "الشرقية" من أتباع الكندي إلى جانب أحمد بن الطيب السرخسي وأبي الحسن العامري. كانت السمة المميزة لهذه المدرسة الفكرية هي الجمع بين المصالح العربية والإسلامية والعلوم الهلنستية والمفاهيم الفارسية عن فن الحكم. وإذا كان هو مؤلف كتاب حدود العالم، فقد عاش حكم سلالتين (آل محتاج وآل فريغون)، وكتب بلغتين وازدهر من 934 حتى 983.

## طبعات
- ابن فريعون؛ فؤاد سزكين. (1985). جوامع العلوم لابن فريعون. منشورات معهد تاريخ العلوم العربية الإسلامية، السلسلة: طبعات طبق الأصل، المجلد 14.
- متغبي بن فريغون (2007). كتاب جوامع العلوم. تحقيق: قيس كاظم الجنابي (ط. 1). القاهرة: مكتبة الثقافة الدينية. ISBN:978-977-341-295-1. OCLC:4770553662. QID:Q124792055.